# Lord-Gletscher
Der Lord-Gletscher ist ein 10 km langer Gletscher im westantarktischen Marie-Byrd-Land. Er fließt von den Coulter Heights zur Ruppert-Küste und mündet dort in die Hull Bay.
Das Advisory Committee on Antarctic Names benannte den Gletscher im Jahr 2003 nach dem US-amerikanischen Geophysiker Neal E. Lord von der University of Wisconsin, der sich seit den späten 1980er Jahren mit dem Verhalten von Eisströmen in Westantarktika auseinandergesetzt hat.